# Elaeocarpus bojeri
Elaeocarpus bojeri là một loài thực vật có hoa thuộc họ Elaeocarpaceae.
Nó chỉ được tìm thấy ở Mauritius.